# Oulad Freiha
Oulad Freiha (àrab أولاد فريحة) és una comuna rural de la província de Settat de la regió de Casablanca-Settat. Segons el cens de 2014 tenia una població total de 11.581 persones.